# Sociedade Esportiva Naviraiense
Sociedade Esportiva Naviraiense foi um clube brasileiro de futebol da cidade de Naviraí, no estado de Mato Grosso do Sul.
Encerrou as atividades profissionais em meados dos anos 90 sendo sucedido pelo Clube Esportivo Naviraiense.

## Títulos

### Estaduais
- Campeonato Sul-Mato-Grossense - Série B: 1988.[carece de fontes?]